# كان اسمها دولوريس
كان اسمها دولوريس، جيني التي نعرفها (بالإسبانية: Su Nombre Era Dolores) مسلسل دراما، تلفزيوني ناطق بالإسبانية. مبني على الكتاب الذي كتبه منتج المسلسل بيت سالغادو والذي يتحدث عن حياة الفنانة المكسيكية جيني ريفيرا. بطولة لوز راموس بدور جيني ريفيرا، وخافيير دياز دوينياس بدور بيت سالغادو. بدأ عرض المسلسل على قناة يونيفزيون في 15 يناير، 2017.

## الممثلين والشخصيات

### شخصيات رئيسية
- لوز راموس بدور - جيني ريفيرا
- خافيير دياز دوينياس بدور - بيت سالغادو

## وصلات خارجية
- الموقع الرسمي
- كان اسمها دولوريس على موقع IMDb (الإنجليزية)
- كان اسمها دولوريس على موقع قاعدة بيانات الفيلم (الإنجليزية)